# Rhipsalis salicornioides
Rhipsalis salicornioides (kaldes også Hatiora salicornioides) stammer fra bjergene nord for Rio de Janeiro i Brasilien, Sydamerika. Denne misteltenkaktus gror i helt op til 1850 meters højde. Den er en epifyt, som f.eks. gror i trækronerne af andre planter, hvor de hyppigt får regn og hvor vandoverskuddet hurtigt drænes væk. Planten foretrækker derfor let skygge. Planten er opbygget af stængler som evt. kan hænge og blive op til ca. 60 cm. Stænglerne består af segmenter på op til 3 cm, som formmæssigt ligner små flasker.

## Blomster
Rhipsalis salicornioides får små dybgule blomster, som efter befrugtning bliver til gennemsigtige bær med rødlig ende.

## Formering
Formering er ret let. Skær en til 4 segmenter af og lad den ligge og tørre og hele i ca. 12 til 24 timer. Den plantes så i jord. Temperaturen skal være mindst 20°C og efter 2-3 uger får den rødder.
Latinske navne, som Rhipsalis salicornioides også bliver kaldt:
- Hatiora salicornioides var. stricta, Hariota stricta, Hariota salicornioides var. villigera, Hariota villigera, Rhipsalis villigera, Rhipsalis salicornioides var. villigera, Rhipsalis salicornioides var. stricta, Hatiora salicornioides var. villigera, Rhipsalis stricta, Rhipsalis bambusoides, Rhipsalis salicornioides var. bambusoides, Hariota bambusoides, Hariota salicornioides var. bambusoides.

Ikke sikre synonymer for Rhipsalis salicornioides: Rhipsalis teres.